# Myrmopopaea
Myrmopopaea is een monotypisch geslacht van spinnen uit de  familie van de Oonopidae (dwergcelspinnen).

## Soort
- Myrmopopaea jacobsoni Reimoser, 1933